# Весь мир только для двоих
«Весь мир только для двоих» (фр. Tout le monde il en a deux, иное название «Сексуальные вакханалии») — французский комедийный эротический фильм 1974 года режиссёра Жана Роллена.

## Сюжет
Некий репортёр крадёт фотоснимки, которые были сделаны в ходе сексуальных оргий мадам Мальвины. В ответ на это двое слуг Мальвины должны были похитить сестру репортёра Валери, однако по ошибке похищают её подругу Софи.
Штатным фотографом фильма был приглашён Юбер Тойот.

## В ролях
- Жоэлль Кёр[фр.] — Валери
- Мари-Франс Морель — Софи
- Бригитт де Боргез — Мальвина
- Анни Белль — Бриджитт
- Жан-Поль Ази — Поль
- Анье Лемерсье — Дженни
- Виржина Лу — Катарина
- Марсель Ришар — Карл

## Версии фильма
Известно несколько версий фильма, среди которых имеются 75-минутная американская и двухчасовая порнографическая, в которую сцены натуралистичных сексуальных актов были добавлены позднее. Компанией Synapse Films была выпущена версия, которая позиционировалась как самая полная (длительность 106 минут).